# Prix Vulcain de l’artiste technicien
Der Prix Vulcain de l’Artiste Technicien ist eine Auszeichnung, die auf den Internationalen Filmfestspielen von Cannes verliehen wird.
Ursprünglich Grand prix technique genannt, wurde er ab 1951 vergeben, bis er dann nach zwei Jahren Pause in den Jahren 2001 und 2002 unter seinem neuen Namen erneut verliehen wurde.
Er wird von der Commission Supérieure Technique de l’Image et du Son (CST) verliehen, die mit dem Preis herausragende künstlerisch-technische Errungenschaften auszeichnet.
Somit können beispielsweise Ausstatter, Kameraleute, Beleuchter, Filmeditoren, aber auch Regisseure oder ein vollständiges Filmensemble den Preis erhalten.

## Preisträger
(gemäß der offiziellen Website des CST)

### Grand prix technique (1951 bis 2000)
- 1951: Michael Powell und Emeric Pressburger, sowie Jacques-Yves Cousteau
- 1952: Amar bhoopali, V. Shantaram
- 1953: Kurzfilme aus Italien generell: Magia verde, Montagna di cenere, Pescatori di laguna, und Oiseaux aquatiques
- 1954: Det stora aventyret von Arne Sucksdorff, Skander beg von Sergei Yutkevich, und Toot, Whistle, Plunk and Boom von Ward Kimball und Charles A. Nichols
- 1955: kein Preis verliehen
- 1956: Ernesto Remani
- 1957: Wiesensommer, Alain Resnais, Just for You von Elliott Nugent, Berceaux (Bolczok), und  The Bachelor’s Party von Delbert Mann
- 1958: Jungle Saga, Mein Onkel von Jacques Tati, und Die Kraniche ziehen von Michail Kalatosow
- 1959:  Michael Powell, Jiří Trnka, und Araya von Margot Benacerraf
- 1960: Pao aus dem Dschungel von Astrid Henning-Jensen
- 1961: kein Preis verliehen
- 1962:  Michael Cacoyannis, Raymond Rouleau und Han Hsiang Li
- 1963: Zeilen von Hattum Hoving, Codine von Henri Colpi, und Az prijde kocour von Vojtěch Jasný
- 1964: kein Preis verliehen
- 1965: Yeou Lei, Albert Lamorisse, János Vadászde
- 1966: Falstaff, Skater Dater von Noël Black, und Pierre Uytterhoeven
- 1967: Ciel de Hollande (Kurzfilm)
- 1968: kein Preis verliehen
- 1969: kein Preis verliehen
- 1970: François Bel und Michel Fano
- 1971: Walon Green und Ed Spiegel
- 1972: Zikkaron von Laurent Coderre
- 1973: Ingmar Bergman
- 1974: Mahler von Ken Russell
- 1975: Ein Hauch von Zen von King Hu und Don’t von Robin Lehman
- 1976: La Griffe et la dent von Michel Fano
- 1977: Car Wash – Der ausgeflippte Waschsalon von Michael Schultz
- 1978: Pretty Baby von Louis Malle
- 1979: Norma Rae – Eine Frau steht ihren Mann von Martin Ritt
- 1980: Gérald Calderon
- 1981: Claude Lelouch
- 1982: Raoul Coutard für die Bildgestaltung des Filmes Passion von Jean-Luc Godard
- 1983: Carmen von Carlos Saura
- 1984: The Element of Crime von Lars von Trier
- 1985: Insignificance von Nicolas Roeg
- 1986: The Mission von Roland Joffé
- 1987: Gilles Jacob und Laurent Jacob
- 1988: Bird von Clint Eastwood
- 1989: Kuroi Ame von Shōhei Imamura
- 1990: Pierre Lhomme, Kameramann bei Cyrano de Bergerac von Jean-Paul Rappeneau
- 1991: Lars von Trier, Regie bei Europa
- 1992: Pino Solanas für Die Reise
- 1993: Jean Gargonne und Vincent Arnadi
- 1994: Pitof für die Spezialeffekte in Grosse fatigue von Michel Blanc
- 1995: Lü Yue, Olivier Chiavassa, Bruno Patin, Eicher für  Shangai Triad von Zhang Yimou
- 1996: Mikrokosmos – Das Volk der Gräser (Microcosmos – Le peuple de l'herbe) von Marie Pérennou und Claude Nuridsany
- 1997: Thierry Arbogast für die Kamera in Alles aus Liebe von Nick Cassavettes und Das fünfte Element von Luc Besson
- 1998: Vittorio Storaro für die Kamera in Tango von Carlos Saura
- 1999: Tu Juhua für seine Ausstattung von Chen Kaiges Filmen
- 2000: In the Mood for Love von Wong Kar-Wai
- 2001: kein Preis verliehen
- 2002: kein Preis verliehen

### Prix Vulcain de l’Artiste Technicien (seit 2003)
- 2003: Tom Stern für die Kamera von Mystic River
- 2004: Éric Gautier für die Kamera von Clean
- 2005: Leslie Shatz für den Ton von Last Days; Robert Rodriguez, für Sin City
- 2006: Stephen Mirrione für den Schnitt von Babel
- 2007: Janusz Kamiński für die Kamera von Schmetterling und Taucherglocke
- 2008: Luca Bigazzi für die Kamera und Angelo Raguseo für die Tonmischung von Il Divo
- 2009: Aïtor Berenguer für die Tonmischung von Eine Karte der Klänge von Tokio
- 2010: Jon Taylor und Bob Beemer für die Tonmischung von Biutiful
- 2011: José Luis Alcaine für die Kamera von Die Haut, in der ich wohne
- 2012: Charlotte Bruus Christensen für die Kamera von Die Jagd
- 2013: Antoine Héberlé für die Kamera von Grigris Glück
- 2014: Dick Pope für die Kamera in Mr. Turner – Meister des Lichts
- 2015: Tamás Zányi für Sound-Design in Son of Saul
- 2016: Ryu Seong-hee für das Szenenbild in Die Taschendiebin
- 2017: Josefin Åsberg für das Szenenbild in The Square
- 2018: Shin Jeom-hui für das Szenenbild in Burning[1]